# Tsuru Aoki
Tsuru Aoki, född 9 september 1892 i Tokyo, död 18 oktober 1961, var en japansk-amerikansk skådespelare i amerikanska stumfilmer.
Hon gjorde filmdebut 1913 i The Oath of Tsuru San och medverkade i ett 40-tal stumfilmer från 1913 till 1924, bland andra Taifun (1914). Där spelar hon mot sin make, skådespelaren Sessue Hayakawa. Andra filmer som kan nämnas är The Geisha (1914), Alien Souls (1916), A Tokyo Siren (1920) och The Great Prince Shan (1924). Hon medverkade i en enda ljudfilm, Från helvetet till evigheten (1960).

## Filmografi (urval)
- 1913 – The Oath of Tsuru San
- 1914 – Taifun
- 1914 – The Geisha
- 1916 – Alien Souls
- 1919 – Den hemliga agenten (Bonds of Honor)
- 1920 – A Tokyo Siren
- 1921 – Svarta rosor
- 1924 – The Great Prince Shan
- 1960 – Från helvetet till evigheten